# ドセタキセル
ドセタキセル（docetaxel、略称：DTX、TXT）は、タキサン系の抗がん剤の一つである。重合した微小管に結合して細胞の有糸分裂を阻害する。商品名はタキソテール (taxotere、サノフィ社)。
先行して開発されたパクリタキセル（商品名：タキソール、taxol）と名称が非常に似ていて、作用機序も同じだが、抗腫瘍効果や溶解性の点で改良がなされており、重篤な副作用の発症率が低いという報告がある。

## 効能・効果
- 乳癌、非小細胞肺癌、胃癌、頭頸部癌、卵巣癌、食道癌、子宮体癌、前立腺癌[2]
  - 子宮体癌においては術後補助化学療法の有効性は確立されていない。

### 類似名称薬剤による誤投与問題
上述のように、タキソテールはタキソール（パクリタキセル：1日の投与量上限が210mg/m2）よりも少ない用量となるため、名称を間違わないように注意が必要となる。
2011年7月、タキソテール（従来は粘調性のある液状。バイアル入り）の溶解済み製剤が発売され、名称が「ワンタキソテール点滴静注」とされたが、「タキソテール点滴静注用」も引き続き販売されている。

### 注射剤の調製
パクリタキセルと同様に水に難溶なため、無水エタノールに溶かして使用される。タキソテール注はタキソール注（パクリタキセル）と異なり、添付溶解液として13%エタノール溶液が添付されており、これに用時溶解して使用する。ただし、エタノールに過敏な患者に用いる場合は、生理食塩水または5%ブドウ糖液を用いることもできる。
一方、ワンタキソテールは溶解済みの1バイアル製剤であるが、溶液に39.5%のエタノールが含まれており、エタノールに過敏な患者に用いることが難しかった。2008年にタキソテールの再審査が終了すると、後発品が一斉に発売され、その中には「エタノールフリー」を謳う製品が複数存在した。2015年5月になって、ワンタキソテールの組成を変更してアルコールを含まない製剤とする旨の変更承認申請が提出されたが、2016年11月現在では変更承認されていない。
なお、ワンタキソテール点滴静注のドセタキセル濃度は、添付文書に従ってタキソテール点滴静注用を溶解した場合の2倍となっている。

## 作用機序
パクリタキセルと同様、微小管に結合して安定化させ脱重合を阻害することで、腫瘍細胞の分裂を阻害する。

## 副作用
重大な副作用として添付文書に記載されているものは、
- 骨髄抑制（汎血球減少、白血球減少(97.4%)、好中球減少（発熱性好中球減少を含む）(95.8%)、ヘモグロビン減少(57.3%)、血小板減少(11.8%)など）、
- ショック(0.2%)、アナフィラキシー(0.2%)、黄疸、肝不全、肝機能障害、急性腎不全(< 0.1%)、間質性肺炎(0.6%)、肺線維症(< 0.1%)、急性呼吸促迫症候群(< 0.1%)、急性膵炎、
- 播種性血管内凝固症候群(DIC)(0.2%)、腸管穿孔(< 0.1%)、胃腸出血(0.4%)、虚血性大腸炎、大腸炎(< 0.1%)、イレウス(0.2%)、
- 皮膚粘膜眼症候群（スティーブンス・ジョンソン症候群）、中毒性表皮壊死症（ライエル症候群）、多形紅斑(< 0.1%)、重篤な口内炎等の粘膜炎、
- 心タンポナーデ、肺水腫(< 0.1%)、浮腫・体液貯留(0.7%)、心筋梗塞(< 0.1%)、心不全(< 0.1%)、静脈血栓塞栓症、感染症(2.5%)
- 抗利尿ホルモン不適合分泌症候群、血管炎、末梢神経障害、四肢の脱力感などの末梢性運動障害、照射想起現象[注 1]

である。（頻度未記載は頻度不明）
パクリタキセルに比べ骨髄抑制（白血球減少など）の発現頻度は高いが、神経毒性が少ないので神経障害（麻痺、しびれ、難聴など）は少ない。累積投与量が増すと、浮腫や爪の変性が見られる。
パクリタキセル製剤と同様に、ドセタキセル製剤にも無水エタノールが含まれるため、投与後に急性アルコール中毒を呈する患者がいることについて米国FDAは警告した。なお、パクリタキセルに比べ、ドセタキセルの方がアルコール量は少ない。